# Lockheed S-3 Viking
Lockheed S-3 Viking je čtyřmístné proudové letadlo, které bylo používáno námořnictvem USA (United States Navy dále jen US Navy) k identifikování, sledování a ničení nepřátelských ponorek. Od konce 90. let 20. století byly úkoly letounu S-3B zaměřeny na boj s povrchovými cíli a tankování ve vzduchu. Letouny Viking byly rovněž používány pro elektronický boj a jako hlídková letadla v rámci bojové skupiny letadlové lodi. Letoun operoval z letadlových lodí, byl podzvukový, do každého počasí, schopen plnit rozličné úkoly s dlouhým doletem, nesl automatické zbraňové systémy a byl schopen plnit rozšířené úkoly s tankováním za letu. Vzhledem k tomu, že jeho motory vydávaly hluboký zvuk, byl letoun přezdíván „Hoover“ podle stejnojmenné značky vysavačů.
Letouny S-3 byly vyřazeny ze služby na letadlových lodích US Navy v lednu 2009, jeho úkoly převzaly jiné letouny jako například P-3 Orion, SH-60 Seahawk, F/A-18E/F Super Hornet. Několik kusů dále létalo v rámci jednotky Air Test and Evaluation Squadron THREE ZERO (VX-30) na námořní letecké základně Point Mugu v Kalifornii, ale poslední z nich byl vyřazen 11. ledna 2016. Jeden letoun slouží u NASA v Glennově výzkumném centru ve státě Ohio.

## Vývoj

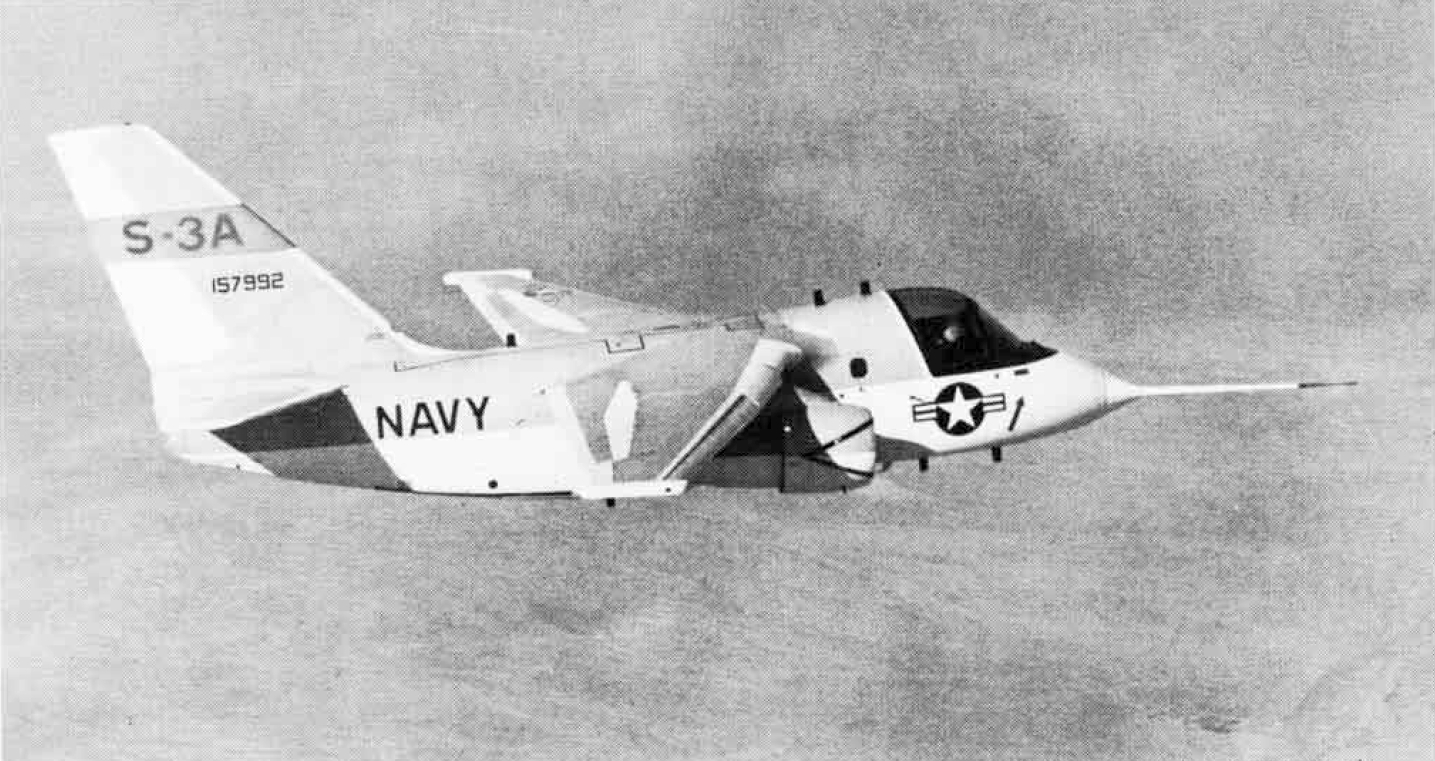
Prototyp YS-3A.

V polovině 60. let 20. století vyhlásilo americké námořnictvo (US Navy) soutěž pod zkratkou „VSX“ (těžší než vzduch, protiponorkový, experimentální) na dodání nového palubního protiponorkového letounu, který by nahradil stárnoucí letoun s pístovými motory Grumman S-2 Tracker. V srpnu 1968 byly týmy společnosti Lockheed a společností Convair/Grumman požádáni, aby své návrhy i nadále rozvíjely, tak aby splnily zadávací podmínky. Společnost Lockheed si uvědomovala, že má menší zkušenosti s navrhováním palubních letounů pro letadlové lodě, proto byla do týmu přibrána společnost Ling-Temco-Vought (LTV), která dostala na starost systém sklápění křídel a svislé ocasní plochy, gondoly motorů a podvozek letounu, který byl odvozen od podvozku letounů A-7 Corsair II (přední) a F-8 Crusader (hlavní). Sperry Univac Federal Systems dostala za úkol vývoj palubních počítačů letounu, včetně vstupních čidel a sonarových bójí.
4. srpna 1969 byl návrh firmy Lockheed vybrán jako vítěz soutěže a bylo objednáno osm prototypů YS-3A ke zkouškám. První prototyp vzlétl 21. ledna 1972 (piloti Christiansen a Schaefer). V dubnu bylo do výroby zadáno prvních 13 kusů S-3A, prvním plně vybaveným prototypem byl stroj č. 3, zalétaný v červenci 1972. Letoun byl zařazen do služby 20. února 1974, v listopadu 1975 přistál Viking poprvé na letadlové lodi USS Forrestal (CV-59) u pobřeží Virginie. Po přistání následovaly i katapultové vzlety. Během výroby, který probíhala v letech 1974 až 1978, bylo postaveno celkem 187 letounů S-3A. Většina letounů byla později přestavěna na variantu označenou S-3B a 16 letounů bylo přestavěno na variantu ES-3A Shadow pro elektronický průzkum (ELINT).

### ES-3A Shadow

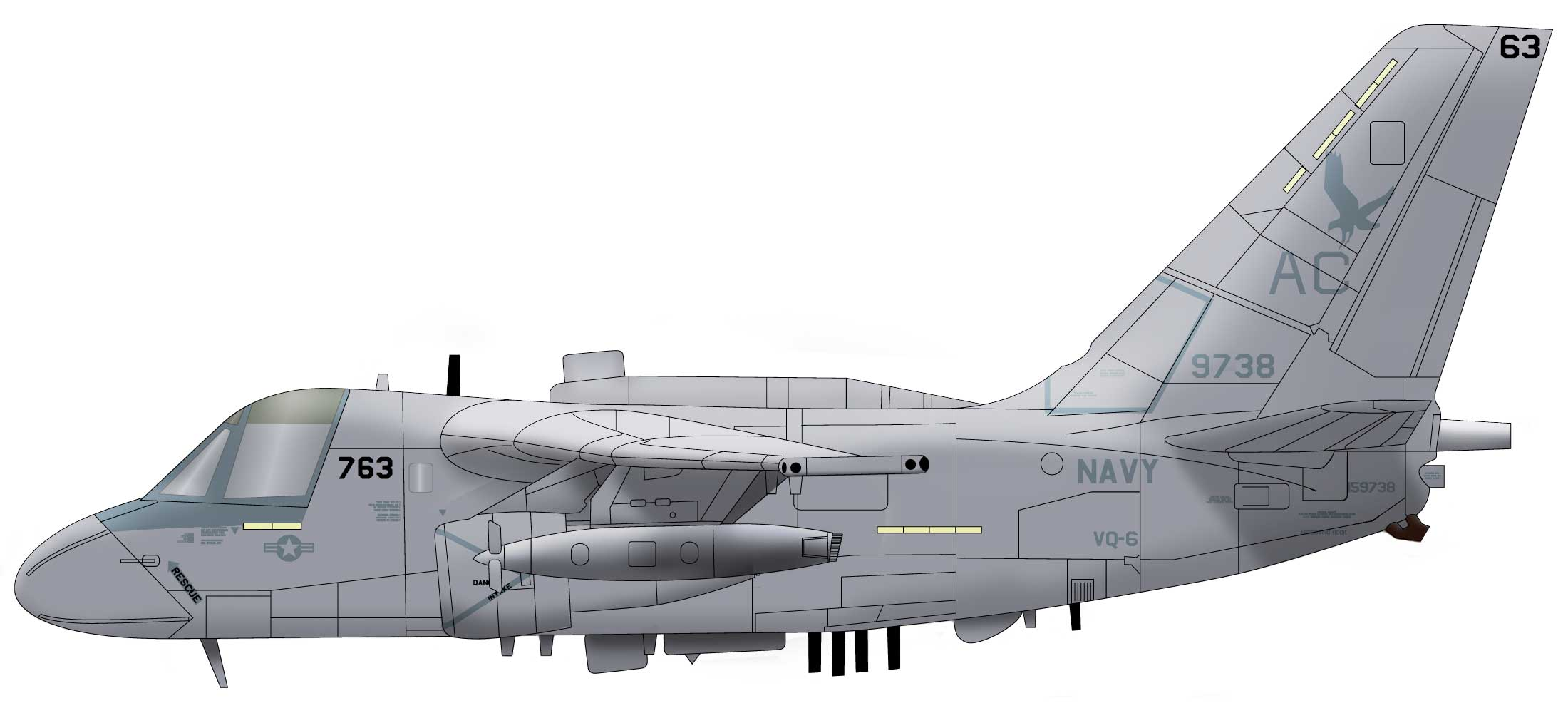
ES-3A Shadow

ES-3A Shadow byl navržen jako letoun palubní, podzvukový, do každého počasí, dlouhého doletu a pro elektronický průzkum (ELINT). Všech 16 letounů má upravený trup, s množstvím antén a anténních krytů. Hmotnost elektronických přístrojů dosahuje 2 700 kg. Letouny ES-3A Shadow nahradily letouny EA-3B Skywarrior a vstoupily do služby v roce 1993.
ES-3A je vybaven celou řadou elektronických senzorů a komunikačních zařízení, které nahradilo původní zařízení pro vyhledávání ponorek, výzbroj a vybavení pro námořní hlídkování. Tyto úpravy měly menší vliv na maximální dosažitelnou rychlost letounu, která klesla z 450 uzlů (833 km/h) na 405 uzlů (750 km/h), ale neměly znatelný vliv na délku doletu letounu, kterému se tak zvýšila doba po kterou je schopen letu. Jelikož tyto letouny byly určeny pro sledování a jako letouny včasného varování a nikdy s nimi nebylo počítáno jako součást úderné skupiny letadel, bylo toto omezení rychlosti považováno za zanedbatelné.

## Konstrukce

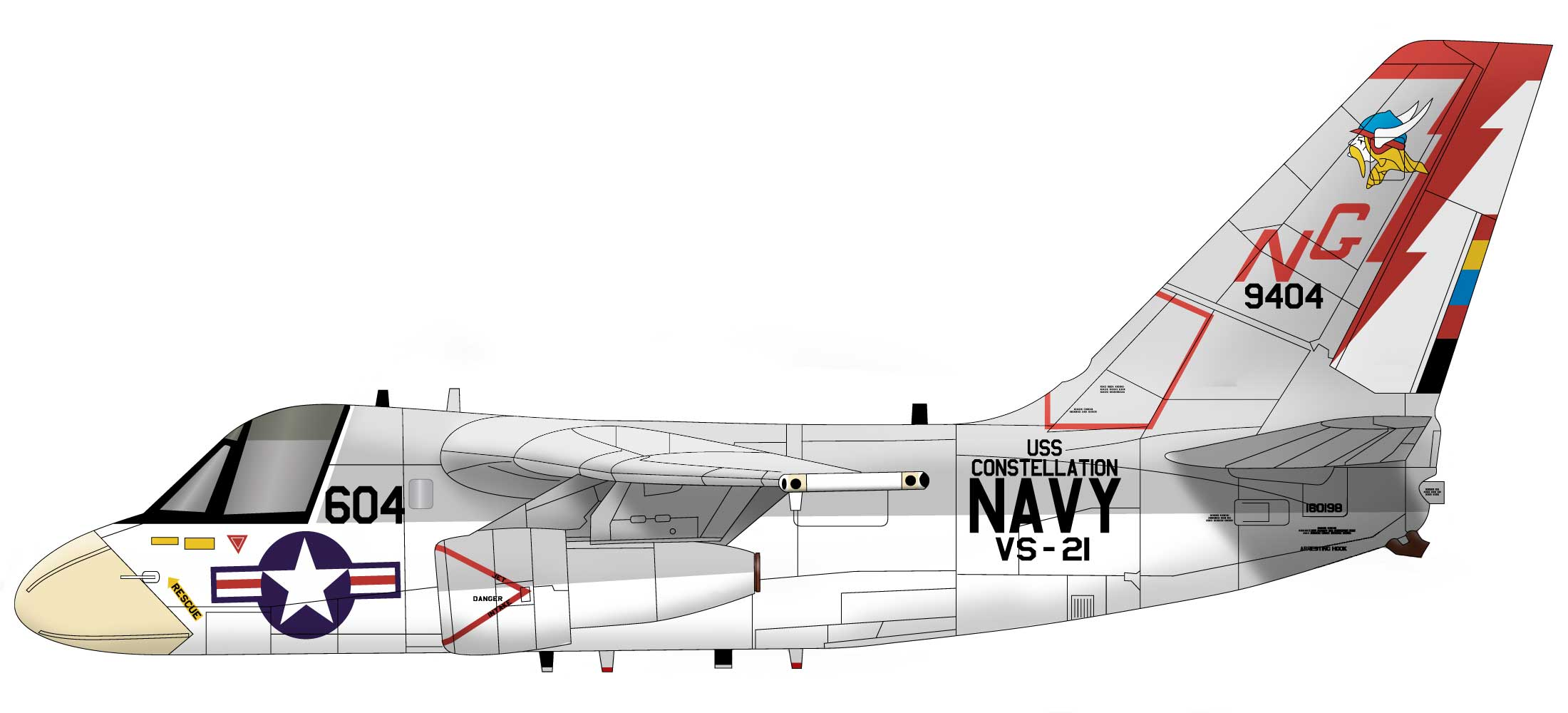
S-3A.

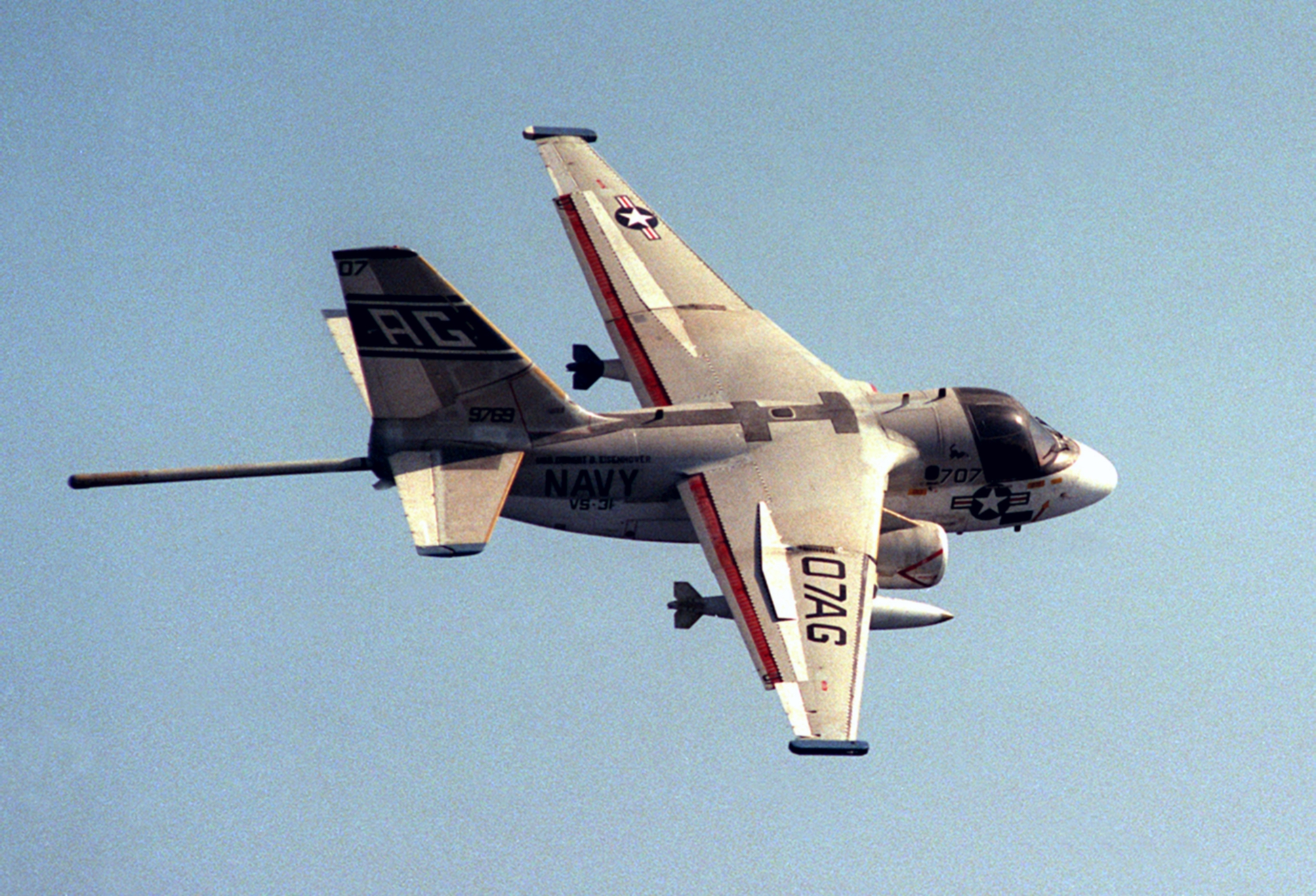
S-3A s vysunutým protiponorkovým senzorem (MAD)

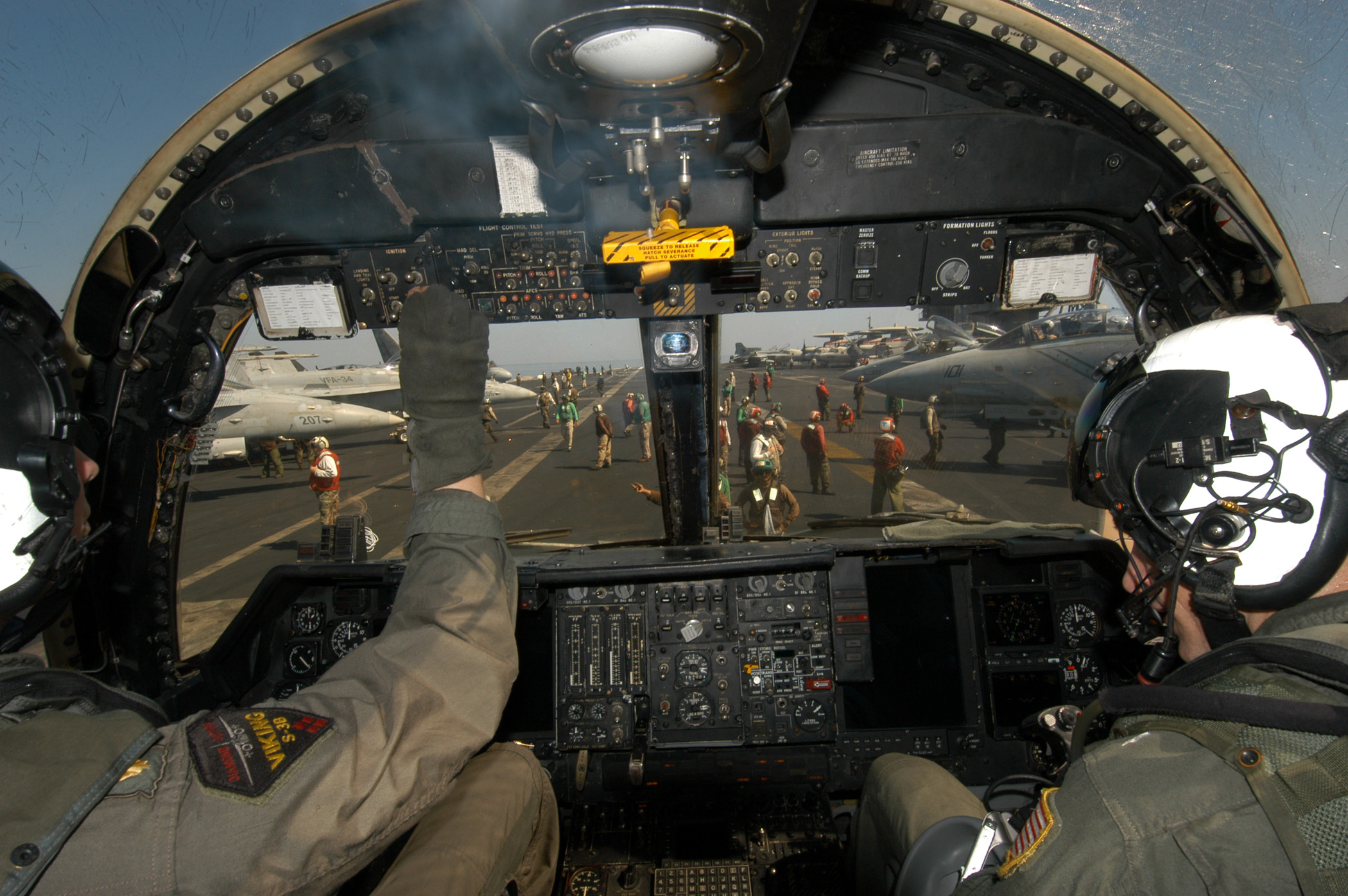
Dva námořní letci provádí předletovou kontrolu v kokpitu letounu S-3B Viking na palubě USS J.F.Kennedy (CV67)

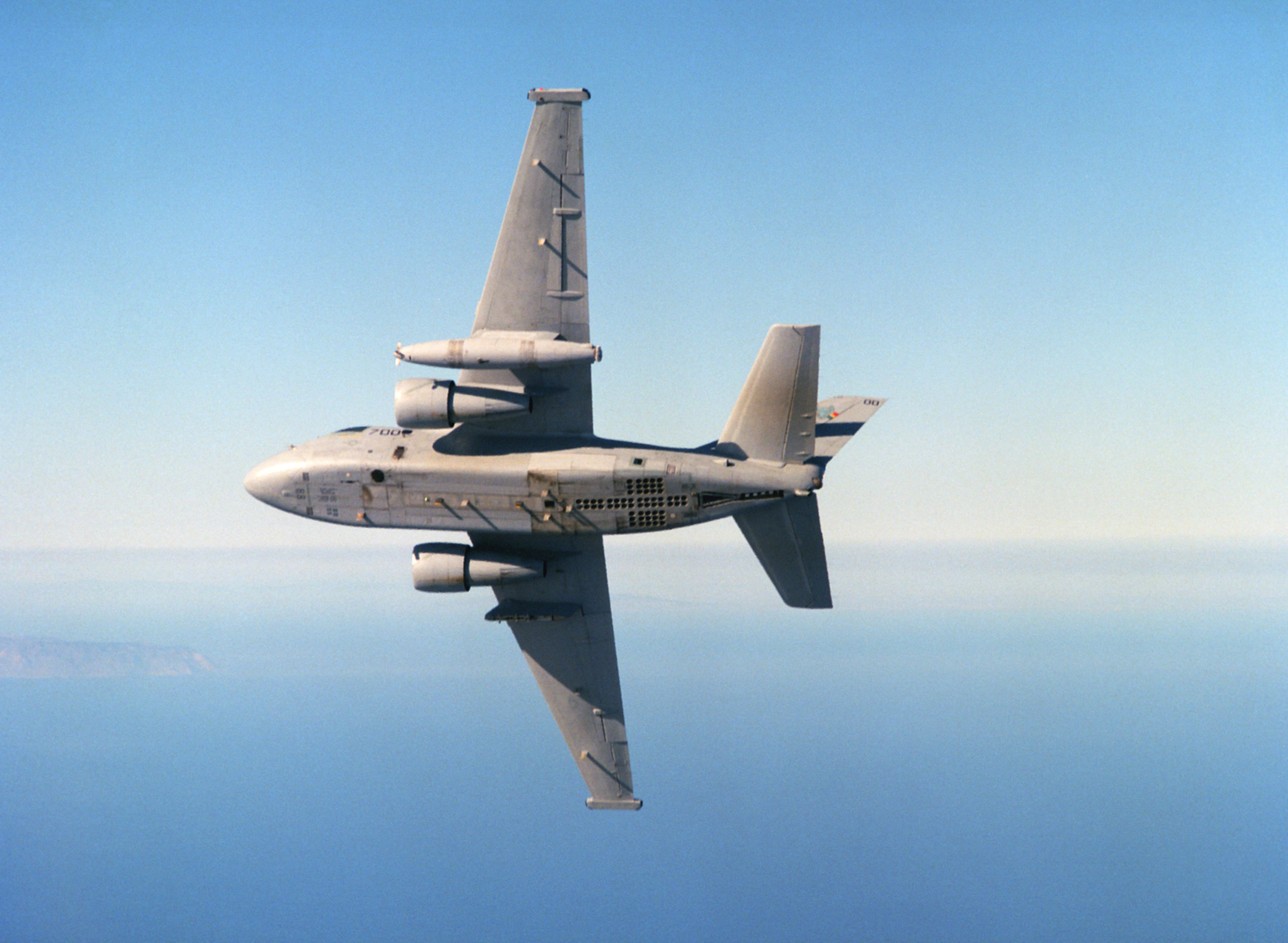
S-3B s tankovacím zařízením D-704

S-3 je klasický hornoplošník s náběžnou hranou křídla zkosenou o 15°. Pohonné jednotky tvoří dva dvouproudové motory General Electric TF34 s velkým obtokovým poměrem, které jsou namontovány v gondolách pod křídly s mimořádnou účinností ve srovnání s klasickými proudovými motory nebo staršími typy dvouproudových motorů.
Křídla letounu byla vybavena klapkami Fowlerovy konstrukce. Na horní i spodní ploše křídla byly namontovány spoilery, které zvyšovaly účinnost křidélek. Náběžná hrana je mezi motory a konci křídel sklopná pro zvýšení vztlaku při nízkých rychlostech a je zbavována od námrazy pomocí teplého vzduchu od motorů. Zadní svislá ocasní plocha je sklopná na levou stranu. Všechny řídící plochy byly ovládány hydraulicky dvěma nezávislými systémy. V případě jejich selhání, nouzový letový ovládací systém (EFCS) umožňoval i ruční ovládání, avšak za použití značné síly a s omezenou možností ovládání. Letoun má příďový podvozek uzpůsobený pro start z katapultu a na zádi má vysouvací přistávací hák. Letoun je vybaven nad kabinou výsuvným palivovým nástavcem pro tankování paliva za letu.
Posádku letounu tvořili čtyři členové, tři důstojníci a jeden specialista. Vpředu seděl pilot/velitel a druhý pilot/operátor neakustických detektorů (COTAC). Vzadu seděl taktický koordinátor (TACCO) a operátor detekčních senzorů (SENSO). Do letounu se vstupuje po žebříku, který lze vyklopit z boku trupu. Když na konci 90. let 20. století letouny přestaly být používány k protiponorkovému boji, byl čtvrtý člen posádky (SENSO) vyřazen. Při použití v tankovací konfiguraci, létala s letounem jen dvoučlenná posádka (pilot a COTAC).
Všichni členové posádky seděli čelem ve směru letu, na vystřelovacích sedadlech McDonnell Douglas Escapac 1-E. Tyto sedadla umožňovala opuštění letadla i v nulové výšce a nulové rychlosti. V režimu „skupinová katapultáž“, který mohl být spuštěn z některého z předních sedadel, bylo provedeno vystřelení všech sedadel v daném pořadí, při kterém byla zadní sedadla vystřelena o 0,5 sekundy dříve než přední sedadla, aby byly zachovány bezpečné rozestupy. Zadní sedadla byla schopná samostatné katapultáže a katapultovací sekvence zahrnovala i pyrotechnické odpálení některých částí kokpitu, tak aby nebránily bezpečnému opuštění letounu. Bezpečné provedení katapultáže vyžadovalo, aby obě sedadla byla zatížena, a proto při létání jen s jedním členem posádky na zadních sedadlech, bylo prázdné sedadlo zatíženo náhradní zátěží.
Svým nástupem do služby S-3 zavedl dosud bezprecedentní stupeň integrace různých systémů. Předchozí protiponorkové letouny jako Lockheed P-3 Orion a předchůdce letounu S-3 letoun Grumman S-2 Tracker, byly osazeny jednotlivými přístroji a ovládacími prvky pro každý senzor zvlášť. Operátoři senzorů museli často sledovat papírové záznamy výstupů, používali mechanická posuvná měřítka, aby stanovili přesná měření a vyhodnocení dat vypisovaných na svitcích papíru. Počínaje letounem S-3, byly údaje všech senzorů shromažďovány hlavním počítačem (General Purpose Digital Computer). Každý člen posádky měl svůj vlastní display, a obrazovky druhého pilota (COTAC), taktického operátora (TACCO) a operátora detekčních senzorů (SENSO) byly víceúčelové (Multi-Purpose Display), se schopností zobrazovat data z některého z mnoha systémů. Tato nová úroveň integrace umožňovala posádce konzultovat stejná data na několika stanicích současně, zvládat pracovní zátěž přidělením odpovědnosti za daný senzor z jedné stanice na druhou a snadno kombinovat údaje z rozličných čidel za účelem zjištění i nepatrných stop cíle. V důsledku toho byly schopnosti čtyřčlenné posádky letounu S-3 považovány za zhruba rovnocenné s 12člennou posádkou mnohem většího letounu P-3.
Letoun měl dva závěsníky pod křídly, které mohly být použity k nesení přídavných palivových nádrží, rozličných pum, hlubinných náloží, min, raket a přepravních schránek. V pumovnici nesl další čtyři kusy munice, což mohly být bomby, torpéda, miny nebo i jaderné zbraně (B57 nebo B61). Na zádi letoun nesl 60 akustických detekčních bójí nejrůznějších typů. Patřily mezi ně bóje LOFAR SSQ-41, aktivní bóje SSQ-47, pasivní bóje DIFAR SSQ-53 nebo bóje reagující na změnu teploty vody BT SSQ-47. Letoun S-3 byl vybaven obranným systémem ALE-39 a mohl nést až 90 klamných cílů, světlic a rušiček (nebo kombinace všech tří typů) ve třech vypouštěcích zařízeních. Detektor magnetických anomálií (MAD) byl vysouván ze zádi letounu. Na koncích křídel měl namontované varovné přijímače a měřiče frekvence IBM AN/ALR-47.
Na konci 90. let 20. století, se změnila úloha letounu z boje proti ponorkám na boj proti povrchovým cílům. V té době byl detektor magnetických anomálií odstraněn, spolu s několika sty liber elektroniky protiponorkových detektorů. Většina otvorů pro vypouštění bójí byla zaslepena plechem.

## Služba

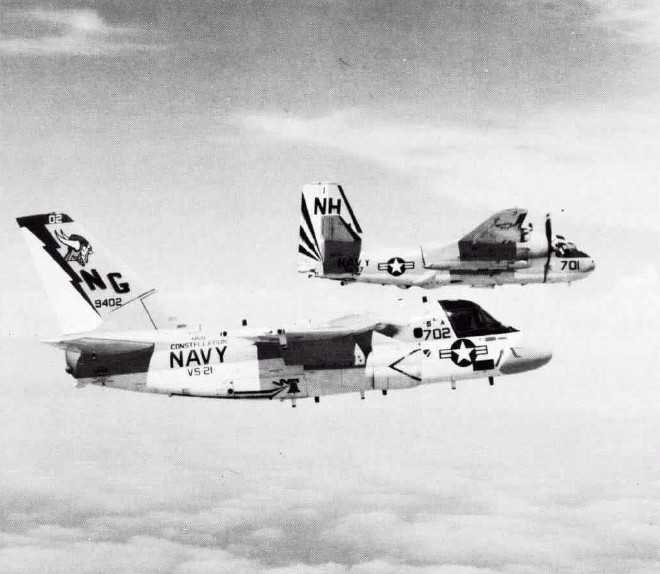
Střídání na stráži – S-3A nahrazuje zastaralý S-2 Tracker v roce 1975

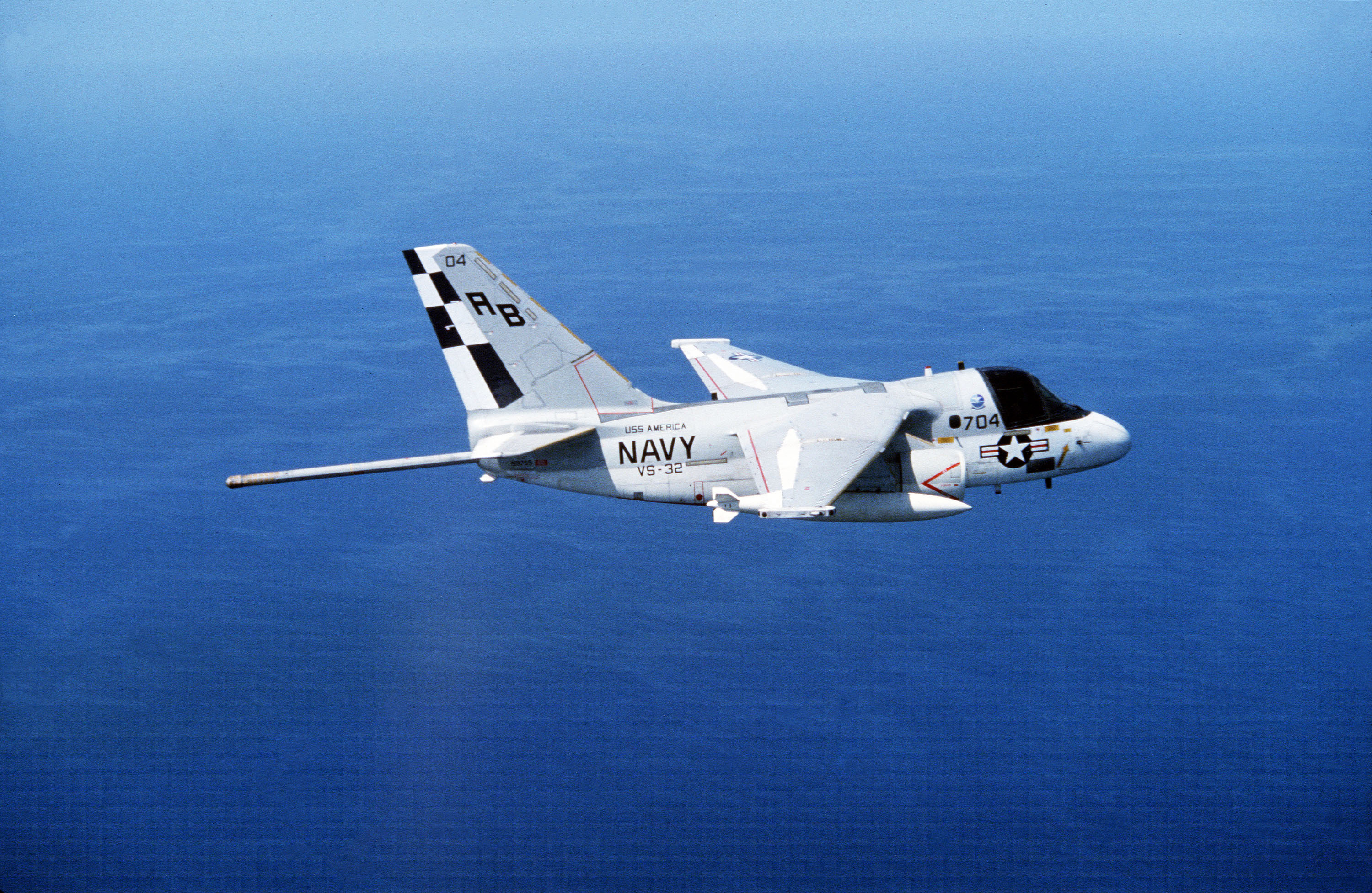
Během Studené války letouny S-3 působily hlavně v boji proti ponorkám jako tento S-3A z letky (VS-32)

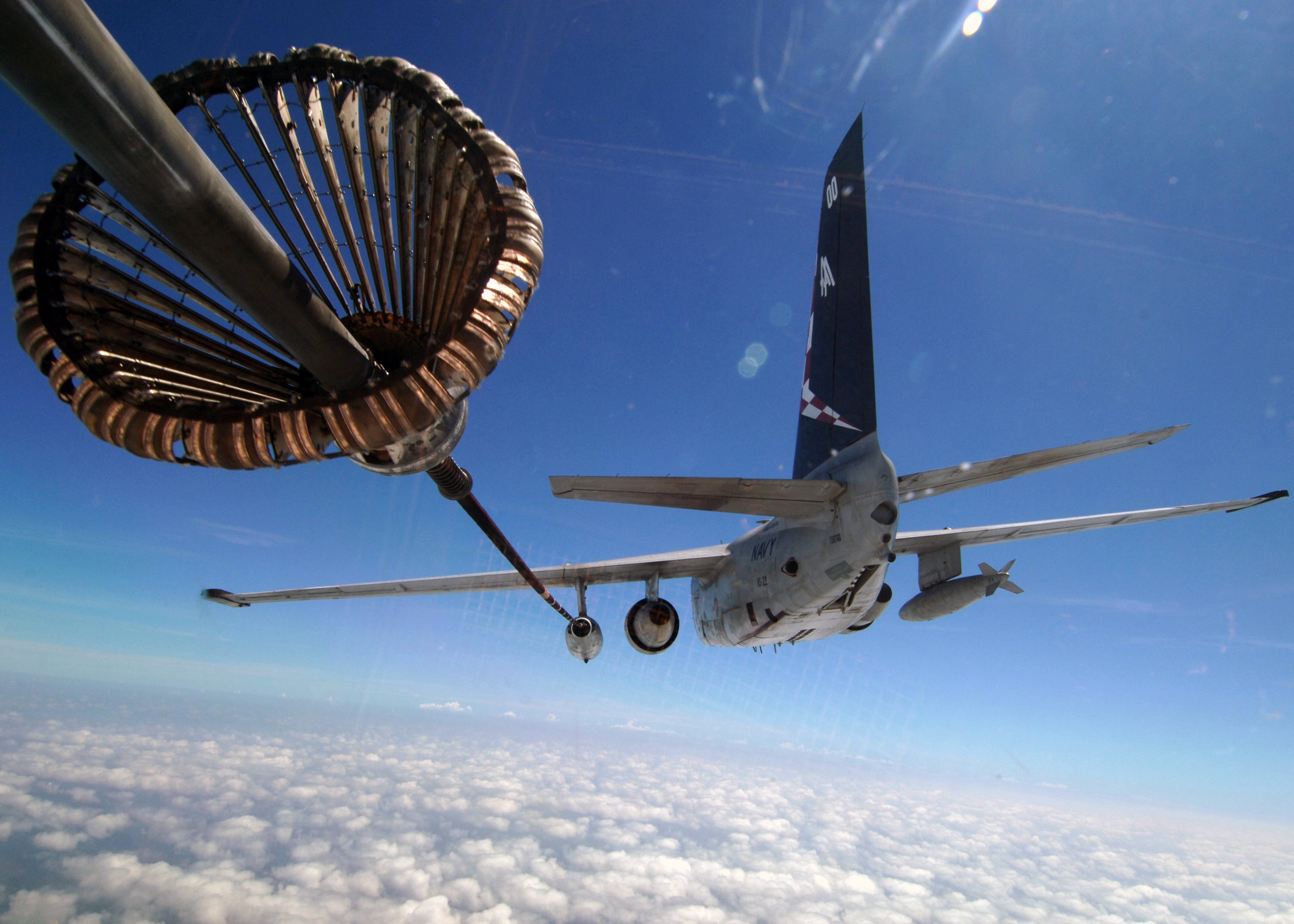
Po vyřazení letounů KA-6D se letouny S-3B staly hlavním tankovacím letounem US Navy

20. února 1974, S-3A oficiálně vstoupil do služby v rámci protiponorkové letky VS-41, " Shamrocks" na námořní letecké základně North Island v Kalifornii, která sloužila jako záložní letka pro Atlantickou i Pacifickou flotu až do doby, než byla v 80. letech založena oddělená letka pro Atlantickou flotu (VS-27). Do operační služby vstoupil letoun S-3A v roce 1975 v rámci letky VS-21 "Fighting Redtails" na palubě letadlové lodi USS John F. Kennedy (CV-67). Následovaly letky VS-22 a VS-29 přezbrojené do léta 1975 a jako další pak VS-28, VS-31 a VS-32.
Od roku 1991 byly některé S-3A přestavěny na variantu S-3B; byly přidány nové senzory, avionika, zbraňové systémy, zahrnující schopnost odpalovat protilodní střely AGM-84 Harpoon. S-3B byl rovněž vybaven zařízením D-704, které umožňuje za letu tankovat jiné letouny, tak mohl Viking sloužit i v roli tankovacího letounu. 16 letounů S-3A bylo přestavěno na verzi ES-3A Shadow pro vykonávání a předávání informací elektronického průzkumu v rámci námořního bojového uskupení. Tři letouny bylo přestavěny na variantu označenou US-3A, pro dopravu osob a nákladu (pošta) mezi pevninou a letadlovými loděmi. Takto nahradily zastaralé letouny Grumman C-1A a C-2A. Plánováno bylo také postavení verze KS-3A jako palubní tankovací letoun, který by nahradil vyřazený letoun KA-6D Intruder, ale tento program byl nakonec zrušen po přestavění jednoho z prvních letounů S-3A.
S rozpadem Sovětského svazu a rozpuštěním Varšavské smlouvy, se značně snížila i hrozba ze strany ruských ponorek. Proto byla většina protiponorkového vybavení z letounů Viking odstraněna. Úkoly letounu se změnily na pátrání na hladině moře, útoky proti hladinovým a pozemním cílům, útoky proti cílům za horizontem a tankování letounů ve vzduchu. V důsledku toho byly posádky obvykle zredukovány na pilota a námořního důstojníka (NFO) na sedadle druhého pilota, nebylo však neobvyklé, že určitých misí se účastnil i třetí člen posádky (TACCO). Jako reakce na tyto nové úkoly byly letky Vikingů přeznačeny z "Air Antisubmarine Warfare Squadrons" (Protiponorkové letky) na "Sea Control Squadrons."
Před odchodem letounů z aktivní služby na palubě letadlových lodí, byla na letounech provedena řada vylepšení. Patřilo mezi ně dosazení nového navigačního systému CAINS II, který nahradil starší navigační systém a další GPS systémy, a přidání elektronických letových přístrojů (EFI). Maverick Plus System (MPS) umožnil letounu nésl laserem naváděné střely vzduch-země AGM-65E Maverick nebo infračerveným zářením naváděné střely země-vzduch AGM-65F Maverick a střely s plochou dráhou letu AGM-84H/K SLAM-ER. Střela SLAM-ER je několika systémy naváděná střela odvozená od střely AGM-84 Harpoon, která může být v letové části řízena posádkou letounu vybaveném zařízením AWW-13.
S-3B vykonal rozsáhlou službu v roce 1991 během Války v Perském zálivu, kdy prováděl útoky, tankování, elektronický průzkum a vypouštění střel ADM-141 TALD ke zmatení nepřátelské protiletecké obrany. Letoun se rovněž podílel na válkách v Jugoslávii v 90. letech 20. století a v operaci Trvalá svoboda v roce 2001.
První letouny ES-3A byly dodány v roce 1991 a vstoupily do služby po dvou letech testování. US Navy založilo dvě letky letounů ES-3A každá po osmi letounech pro Pacifickou a Atlantickou flotu. Letka byla obvykle rozdělena na jednotky po dvou letounech; deset důstojníků a 55 osob – posádky letadel, údržba a podpůrný personál (počet zahrnoval čtyři kompletní posádky letounu), které byly součástí leteckého křídla dislokovaného na letadlové lodi. V rámci Pacifické floty sloužila letka leteckého průzkumu (VQ-5) "Sea Shadows,", která původně sídlila na bývalé námořní letecké základně Agana na ostrově Guam, později na námořní letecké základně North Island, San Diego, Kalifornie spolu s letouny S-3 Viking ze základny Agana, která byla uzavřena v roce 1995 na základě rozhodnutí americké vlády z roku 1993. Letka Atlantické floty (VQ-6) "Black Ravens," byla původně umístěna s letouny S-3 Viking Atlantické floty na bývalé námořní letecké základně Cecil Field v Jacksonville, stát Florida, ale později byla přemístěna na námořní leteckou základnu v Jacksonville zhruba 16 km na východ poté, co byla základna Cecil Field v roce 1999 uzavřena na základně téhož rozhodnutí v roce 1993.
ES-3A působily především v rámci bojového uskupení letadlové lodi, kde poskytovaly podporu v rámci zjišťování a varování před nepřátelskou aktivitou. Kromě jejich průzkumné a varovné role, a to hlavně pro jejich mimořádné letové schopnosti a dolet, byly používány jako tankovací letadla pro navracející se ostatní letouny. V aktivní službě nalétaly průměrně 100 hodin měsíčně. Nadměrné používání způsobilo rychlejší opotřebení letounů než se očekávalo, a jelikož rozpočet US Navy byl omezen, stal se letoun snadným cílem, jak uspořit prostředky na provoz. V roce 1999 byly obě letky (všech 16 letounů) vyřazeny a letouny ES-3A byly uskladněny u Skupiny letecké údržby a regenerace (AMARG) na letecké základně Davis-Monthan v Arizoně.
Ačkoliv se původně předpokládalo, že letoun S-3 nahradí novější typ letounu, tento plán se nakonec nenaplnil. Vzhledem k tomu, že letouny musely sloužit i nadále, provedla firma Lockheed Martin únavové zkoušky, které umožnily prodloužit životnost letounu o 11 000 hodin. To umožnilo US Navy prodloužit životnost letounu do roku 2009, kdy úkoly letounu převzaly novější typy letounů.

### Válka v Iráku

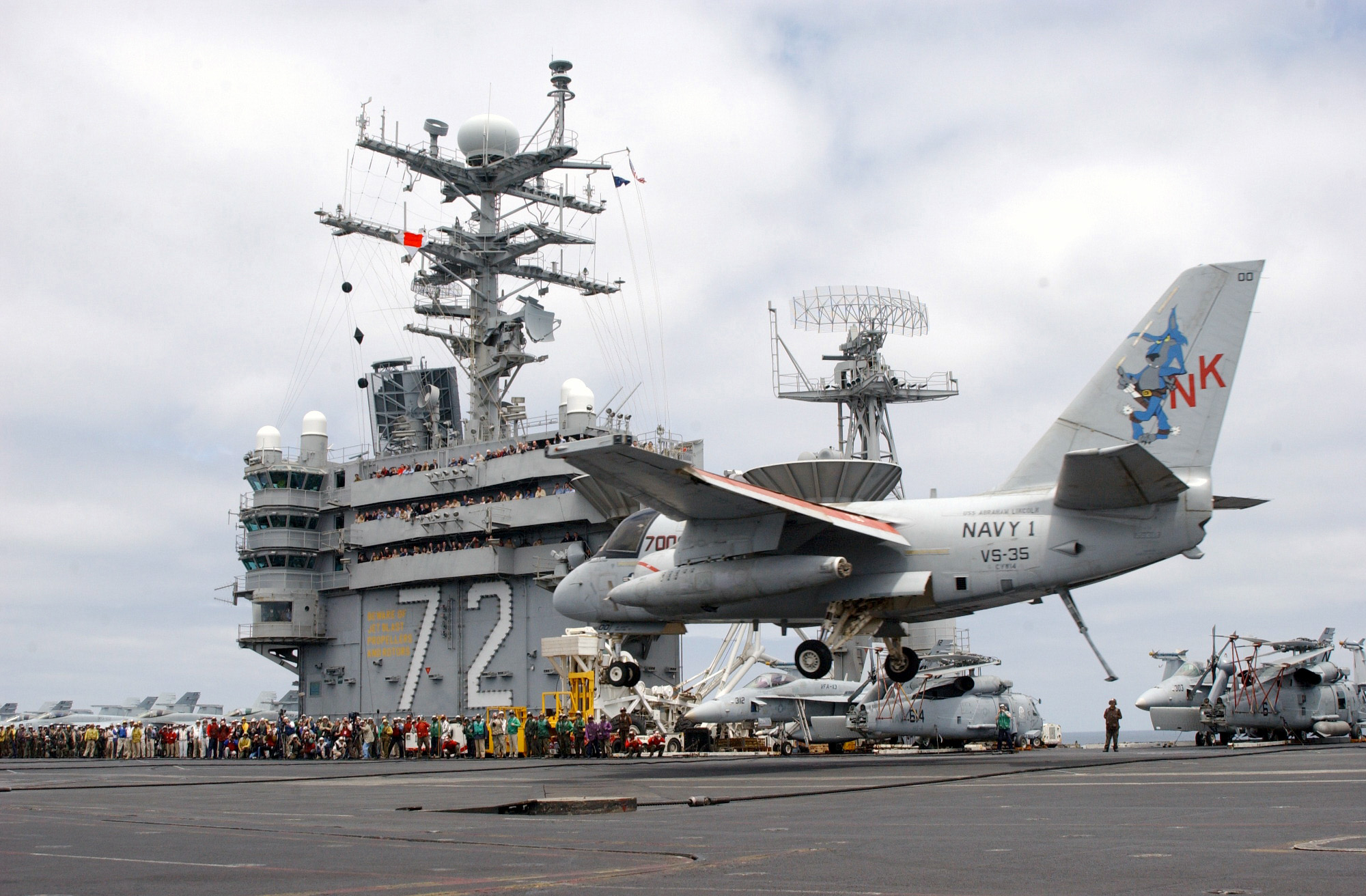
S-3B Viking "Navy One" přistává s prezidentem Bushem na palubu USS Abraham Lincoln (CVN-72), 1. května 2003

V březnu 2003 odstartoval během operace Irácká svoboda, letoun S-3B Viking z 38. letky "Red Griffins" z letadlové lodi USS Constellation. Posádka v přesně stanoveném okamžiku vypálila laserem naváděné střely Maverick a tak neutralizovala významné námořní a velitelské cíle v přístavním městě Basra v Iráku.
To byl jeden z mála okamžiků, kdy během své dlouhé a významné služby, letoun S-3B provedl letecký útok proti povrchovým cílům a vůbec poprvé, kdy vypustil v boji laserem naváděnou střelu Maverick na pozemní cíl. Vůbec poprvé se letouny S-3B zúčastnily úderům proti pozemním cílům v rámci operace Pouštní bouře, když letouny z 24. letky (VS-24 „Scouts“) startující z letadlové lodi USS Theodore Roosevelt (CVN-71), útočily na irácké raketové základny.
1. května 2003 prezident USA George W. Bush přiletěl na místě druhého pilota letounu S-3B letky VS-35 z námořní letecké základny North Island v Kalifornii na letadlovou loď USS Abraham Lincoln (CVN-72). Zde přednesl svou známou řeč (podle některých názorů předčasnou), o ukončení hlavních vojenských operací v Iráku. Během letu letoun používal prezidentský volací znak "Navy One". Letoun, kterým letěl prezident Bush byl krátce poté vyřazen a 15. června 2003 byl vystaven v Námořním muzeu námořního letectví (National Museum of Naval Aviation) ve městě Pensacola, stát Florida.
Od července do prosince 2008 působily 4 poslední letouny letky VS-22 „Checkmates“ ze základny Al Asad v provincii An Anbar asi 290 km západně od Bagdádu. Letouny byly vybaveny systémem LANTIRN (Low Altitude Navigation and Targeting Infrared for Night – Noční navigační a zaměřovací infračervený systém pro nízké letové hladiny) a vykonávaly netradiční zpravodajské, sledovací a průzkumné mise. Po více než 350 misích se letouny vrátily 15. prosince 2008 na námořní leteckou základnu Jacksonville na Floridě, kde byly 29. ledna 2009 vyřazeny.

### Vyřazení

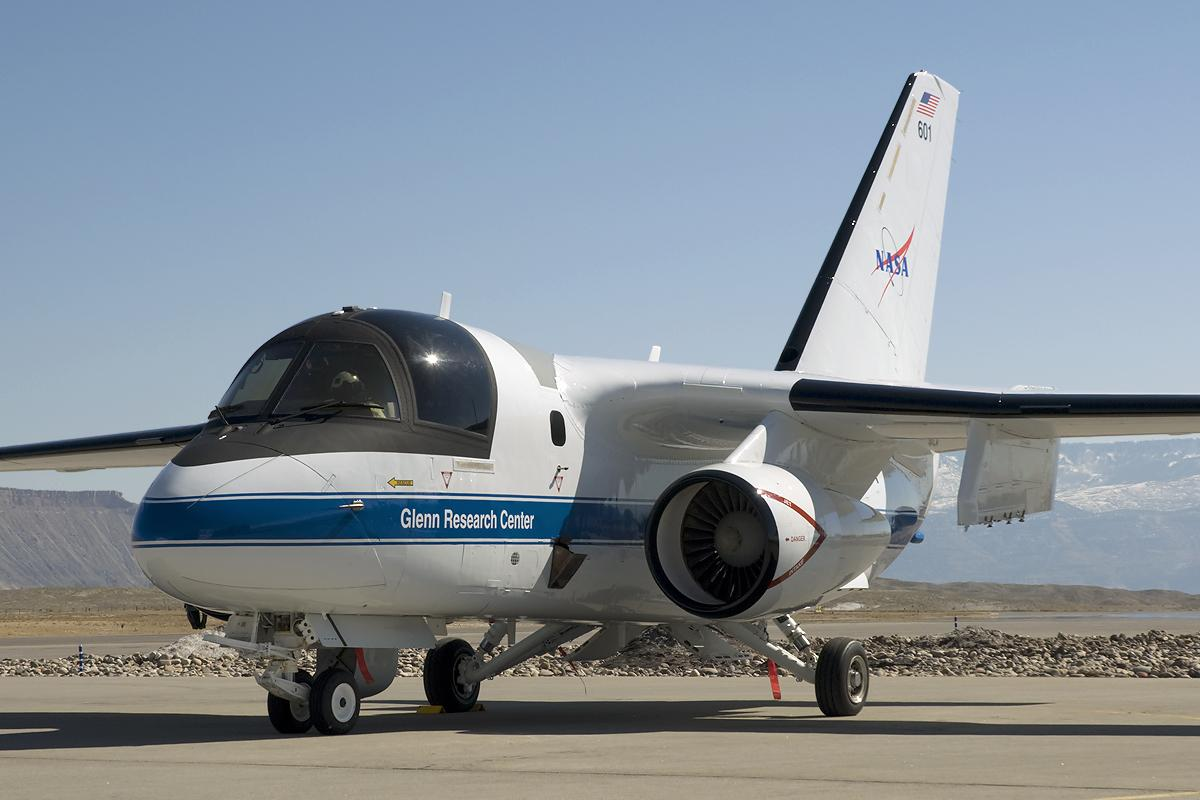
S-3B č. 160607 sloužící u NASA, rok 2009.

Poslední palubní letka letounů S-3B (VS-22) byla vyřazena na námořní letecké základně Jacksonville 29. ledna 2009. Atlantické křídlo námořní kontroly (Sea Control Wing Atlantic) bylo zrušeno následující den 30. ledna 2009 současně s vyřazením posledních letounů S-3B Viking ze služby v první linii. V červnu 2010 byly tři letouny znovu aktivovány k hlídkování u Pacifické raketové střelnice na Havajských ostrovech. Proudový letoun s vyšší rychlostí s vytrvalostí 10 hodin ve vzduchu, vybavený moderním radarem a systémem LANTIRN mohl rychle potvrdit, že v cílové oblasti se nenacházejí žádná nežádoucí plavidla před zahájením zkoušek. S-3B také létají v rámci cvičné letky (VX-30) ze základny Point Mugu v Kalifornii – ta se tak stala poslední jednotkou US Navy, která typ používala. Dne 11. ledna 2016 byl poslední S-3B u VX-30 vyřazen.
Glennovo výzkumné centrum NASA získalo jeden letoun S-3B (č. 160607) v roce 2005. Od roku 2009 letoun létá s civilní registrací N601NA a je používán k rozličným zkouškám.

## Muzejní exponáty
- National Museum of Naval Aviation, Pensacola, Florida
- Námořní letecká základna Jacksonville, Florida
- Námořní letecká základna North Island, Kalifornie
- Námořní letecká základna Patuxent River, Maryland
- Pima Air and Space Museum (přiléhající k letecké základně Davis-Monthan), Tucson, Arizona
- USS Yorktown (CV-10) v Patriot's Point Naval and Maritime Museum, Charleston, Jižní Karolína
- USS Hornet (CV-12) na bývalé námořní letecké základně Alameda, Kalifornie
- USS Midway (CV-41) v San Diegu, Kalifornie

## Varianty

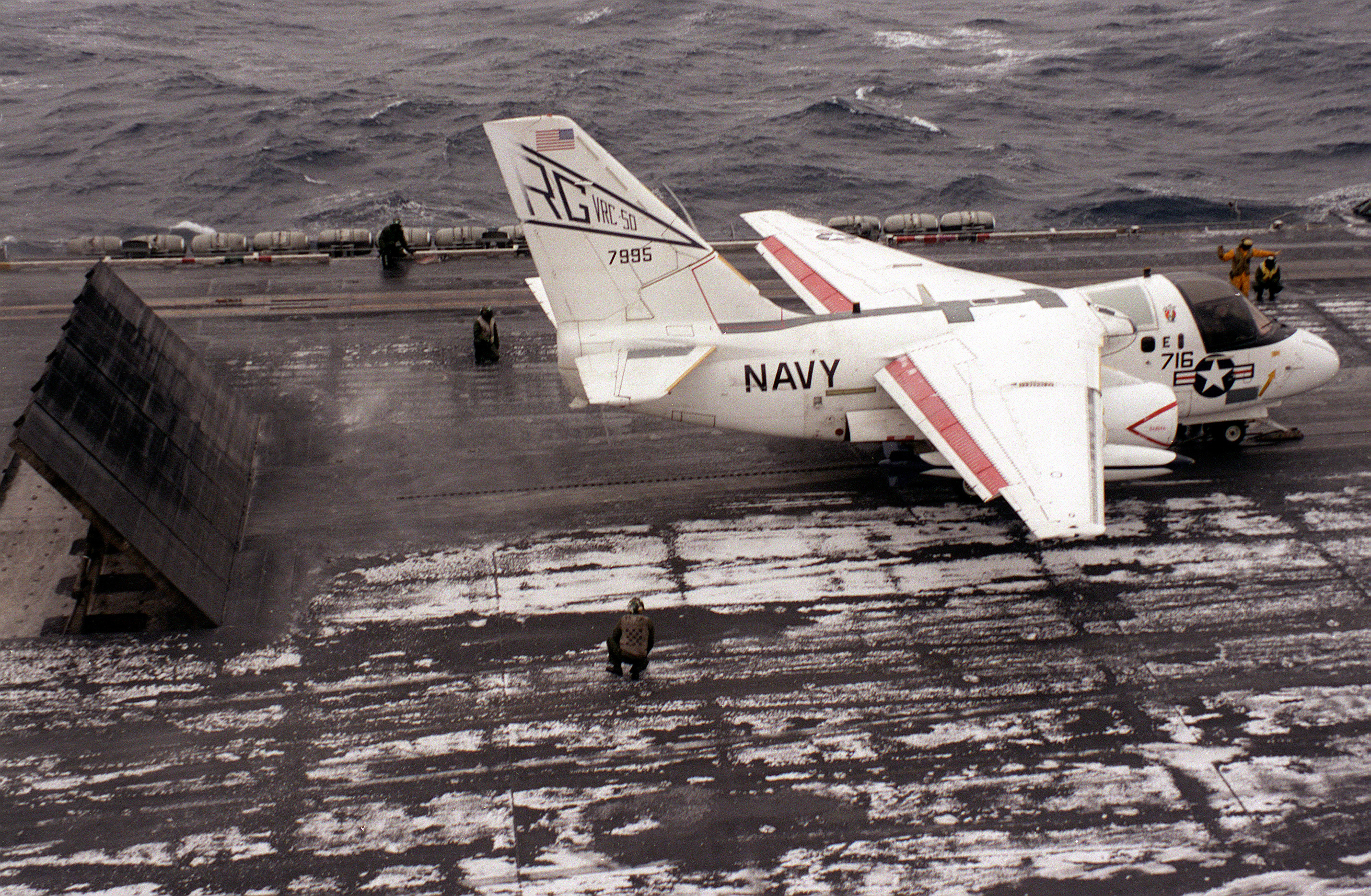
US-3A (VRC-50) v roce 1987

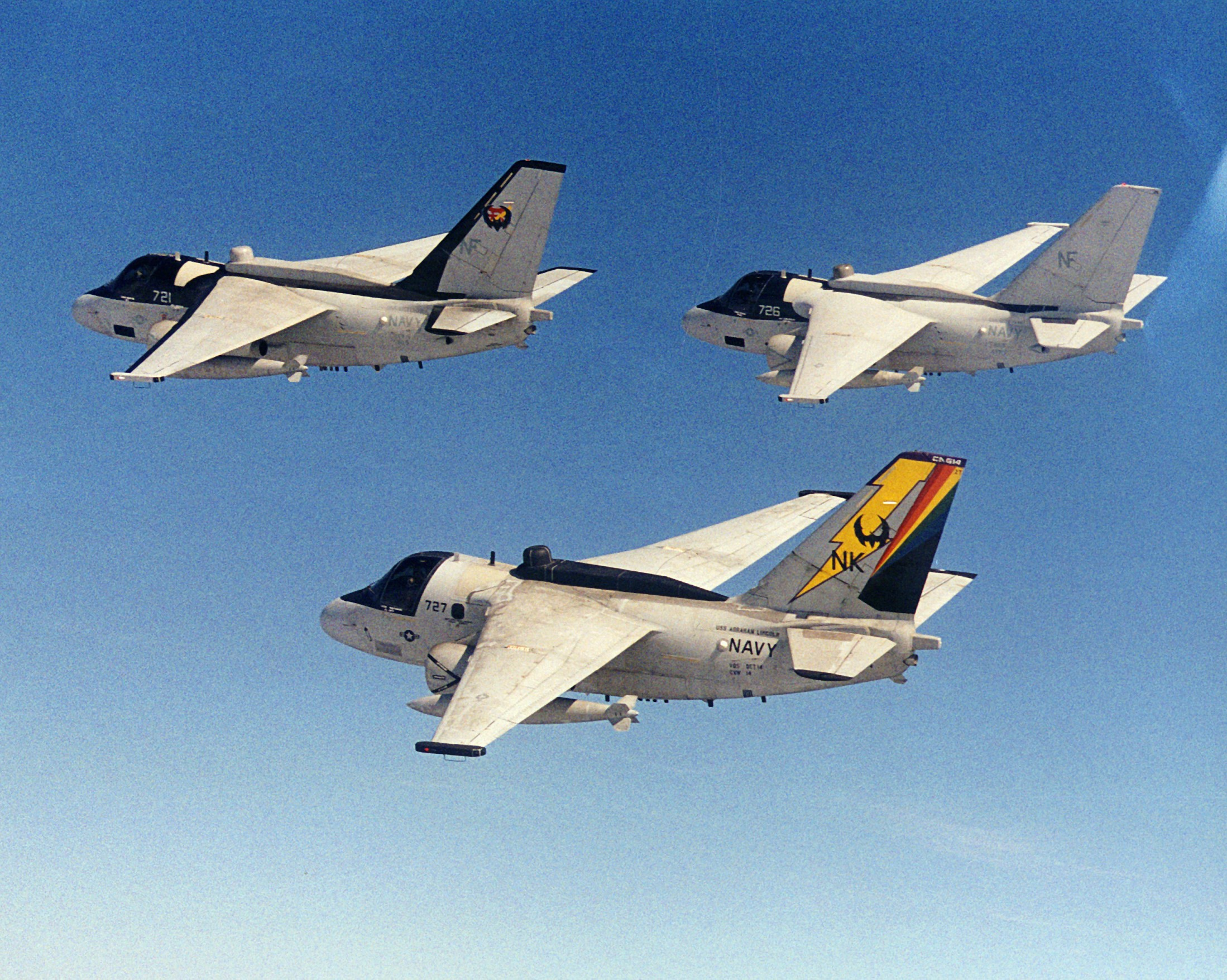
Letouny ES-3A (VQ-5)

S-3A
První výrobní verze, postaveno 186 letounů.
S-3B
Vylepšená avionika, nový radar AN/APS-137, vylepšení elektronických systémů, schopnost vypouštět protilodní střely AGM-84 Harpoon – první let proveden 13. září 1984, bylo přestavěno 119 letounů z varianty S-3A.
ES-3A Shadow
letoun pro elektronický průzkum/hlídkování, vybaven radarem AN/APS-137 – první let 15. května 1991, bylo přestavěno 16 letounů z varianty S-3A.
KS-3A
Plánovaný tankovací letoun s kapacitou 16 600 l paliva. Byl postaven jeden exemplář přestavbou z jednoho z prototypů YS-3A, později byl tento letoun přestavěn na variantu US-3A.
KS-3B
Plánovaný tankovací letoun založený na variantě S-3B – nebyl postaven.
US-3A
6 letounů S-3A modifikovaných pro dopravu nákladu na letadlové lodě. Letoun měl kapacitu pro šest cestujících nebo 2 120 kg nákladu. Prototyp poprvé vzlétl 2. července 1976. Letouny byly zrušeny v roce 1998.
NASA Viking
Jeden letoun přestavěný pro potřeby vědeckého výzkumu NASA.

## Specifikace (S-3A)
Technické údaje pocházejí z oficiálních „Standard Aircraft Characteristics“

### Technické údaje
- Posádka: 4 (pilot, 2× námořní důstojník, operátor)
- Rozpětí: 20,93 m (9 m se složenými křídly)
- Délka: 16,26 m (15,06 m se složenou svislou ocasní plochou)
- Výška: 6,93 m (4,65 m se složenou svislou ocasní plochou)
- Nosná plocha: 55,56 m²
- Plošné zatížení: 334 kg/m²
- Prázdná hmotnost: 12 057 kg
- Max. vzletová hmotnost : 23 831 kg
- Pohonná jednotka: 2× dvouproudový motor General Electric TF34-GE-2
- Tah pohonné jednotky: 41,26 kN

### Výkony
- Cestovní rychlost: kolem 650 km/h (350 uzlů, 403 mph) v závislosti na typu úkolu a nákladu
- Maximální rychlost: 828 km/h (447 uzlů, 514 mph) ve výšce 6 096 m (20 000 ft)
- Max. rychlost na hladině moře: 795 km/h (429 uzlů, 493 mph)
- Dolet: až 6 238 km (3 368 námořních mil, 3 876 mil)
- Dostup: 12 466 m (40 900 ft)
- Stoupavost: max. 26 m/s (5 120 ft/min)
- Poměr výkon/hmotnost: 0,353

### Výzbroj
- Výzbroj se skládá z kombinací následujících zbraní:
  - 10× 500 lb (227 kg) bomba Mark 82
  - 2× 1000 lb (454 kg) bomba Mark 83
  - 2× 2000 lb (908 kg) bomba Mark 84
  - 6× kontejnerová puma CBU-100
  - 2× torpédo Mark 50
  - 4× torpédo Mark 46
  - 6× mina nebo hlubinná bomba MK-36
  - 2× jaderná puma B57
  - 2× střela vzduch-země AGM-65E/F Maverick
  - 2× protilodní střela AGM-84D Harpoon
  - 1× střela AGM-84H/K SLAM-ER

Oba závěsníky pod křídly mohou být rovněž osazeny raketnicemi na neřízené rakety nebo přídavnými nádržemi 2 × 1 136 l (2 × 300 US gal).

### Další výstroj
- námořní radar AN/APS-116, max. dosah 278 km (150 nmi, 173 mi) nahrazený na letounech S-3B radarem AN/APS-137
- detektor infračerveného záření FLIR OR-89
- přijímač signálů z bójí AN/ARS-2 (Sonobuoy Reference System)
- detektor magnetických anomálií (MAD) AN/ASQ-81
- navigační systém s Dopplerovým radarem AN/ASN-92
- až 60 ks akustických bójí (59 taktických, 1 záchranná)

## Uživatelé
Spojené státy americké
- Námořnictvo Spojených států amerických (vyřazen)
- NASA